# تینا ووندرلیش
تینا ووندرلیش (زادهٔ ۱۰ اکتبر ۱۹۷۷) بازیکن زن بازنشستهٔ فوتبال آلمان است. پست وی مدافع بوده‌است. او برای باشگاه اف. اف. سی فرانکفورت و تیم ملی فوتبال زنان آلمان بازی می‌کرد.

## پیشهٔ باشگاهی
ووندرلیش پس از هفت قهرمانی در بوندسلیگا و هفت قهرمانی در جام حذفی زنان آلمان که به همراه تیم فرانکفورت بدست آورد در سال ۲۰۱۰ از فوتبال خداحافظی کرد. او هچنین در کلکسیون خود مدال طلای سه نسخه از جام باشگاه‌های اروپا که در حال حاضر لیگ قهرمانی اروپا خوانده می‌شود را دارد.

## افتخارات

### باشگاهی
اف. اف. سی فرانکفورت
- لیگ قهرمانان اروپا زنان (۳ مرتبه): 2002, 2006, ۲۰۰۸
- بوندس‌لیگا (۷): ۱۹۹۹، ۲۰۰۱، ۲۰۰۲، ۲۰۰۳، ۲۰۰۵، ۲۰۰۷، ۲۰۰۸
- جام حذفی آلمان (۷): ۱۹۹۹، ۲۰۰۰، ۲۰۰۱، ۲۰۰۲، ۲۰۰۳، ۲۰۰۷، ۲۰۰۸

### ملی
آلمان
- مسابقات فوتبال زنان اروپا (۱ مرتبه): ۲۰۰۱